# 京都府道210号開田長岡京停車場線
京都府道210号開田長岡京停車場線（きょうとふどう210ごう かいでんながおかきょうていしゃじょうせん）は、京都府長岡京市を通る一般府道である。

## 概要
長岡京市天神1丁目から長岡京市神足1丁目に至る。別名、天神通り。JR西日本東海道本線 長岡京駅と長岡天満宮をほぼ一直線に結ぶ。

### 路線データ
- 起点：長岡京市天神1丁目（長岡天満宮前交差点、京都府道10号大山崎大枝線交点）
- 終点：長岡京市神足1丁目（JR西日本東海道本線 長岡京駅前）
- 総延長：0.9 km

## 路線状況

### 別名
- 天神通り

### 整備計画
1998年（平成10年）以降、終点側から拡幅や無電柱化といった改良工事が進められている。2023年（令和5年）3月現在、JR西日本東海道本線 長岡京駅 - 産業文化会館前の558 mは完了済みである。残りの区間のうち、阪急京都本線と交差する前後の区間は、2027年（令和9年）までの認可期間で整備が進められており、起点までの完成時期は未定である。

## 地理

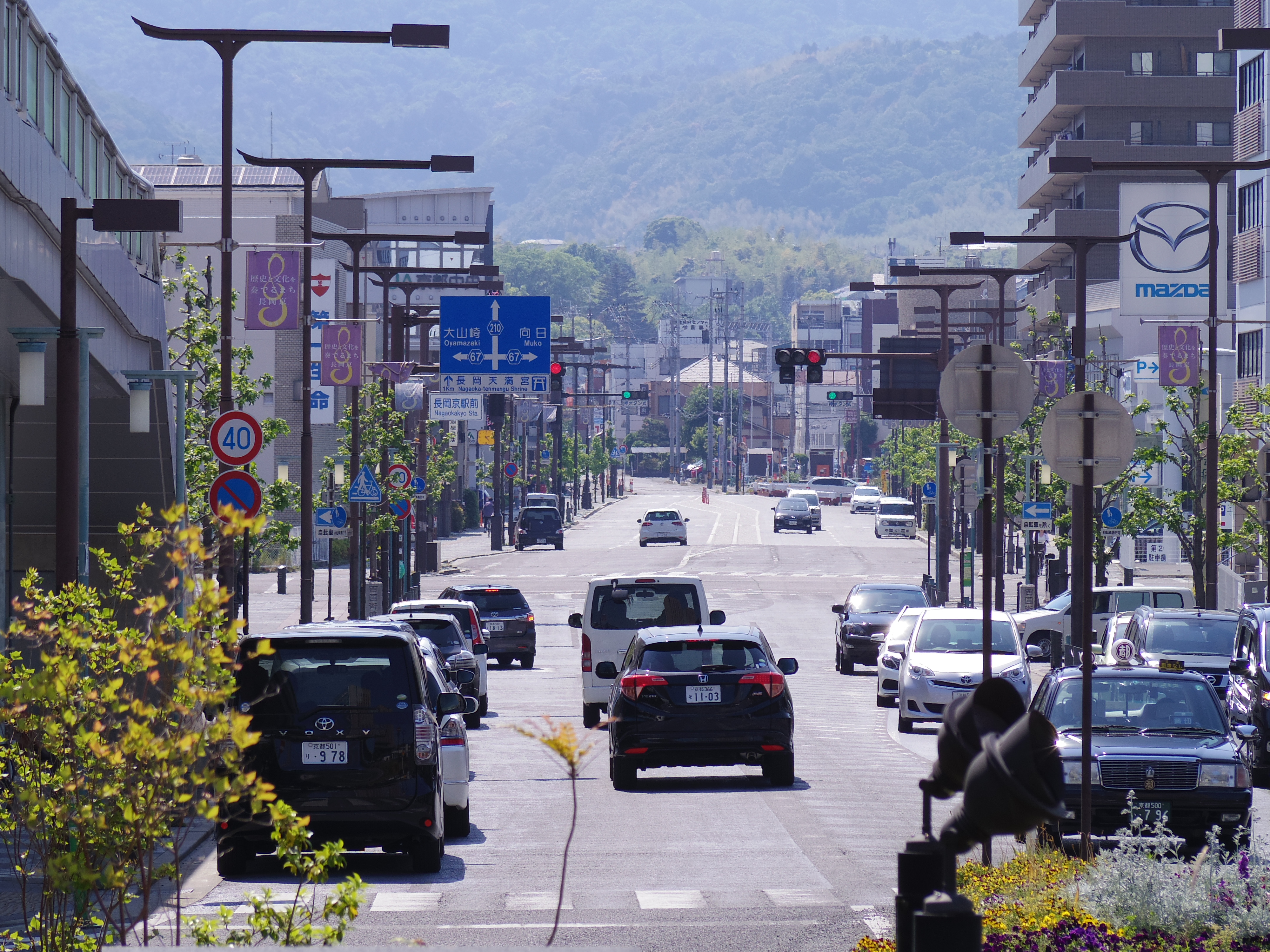
終点（長岡京駅）から起点方向（長岡天満宮前）を望む

### 通過する自治体
- 長岡京市

### 交差する道路
| 交差する道路                                | 交差する場所 | 交差する場所              |
| ------------------------------------------- | ------------ | ------------------------- |
| 京都府道10号大山崎大枝線 / 丹波街道         | 天神1丁目    | 長岡天満宮前交差点 / 起点 |
| 京都府道・大阪府道67号西京高槻線 / 西国街道 | 開田2丁目    | 長岡京駅前交差点          |

### 交差する鉄道
- 阪急京都本線

### 沿線
- 長岡公園、長岡天満宮
- 医療法人総心会 長岡京病院
- 阪急京都本線 長岡天神駅
- 京都中央信用金庫 長岡支店
- 長岡京市立産業文化会館
- 長岡京市立神足小学校
- 長岡京市中央障害学習センター
- JR西日本東海道本線 長岡京駅